# Antymonoglukonian sodu
Antymonoglukonian sodu (łac. natrii stibogluconas) – wielofunkcyjny organiczny związek chemiczny, związek antymonu pięciowartościowego, lek stosowany w leczeniu leiszmaniozy.

## Mechanizm działania
Mechanizm działania antymonoglukonianu sodu nie jest poznany. Nie zostało również wyjaśnione czy antymonoglukonian sodu jest prolekiem, czy też aktywną postacią leku.

## Zastosowanie
Antymonoglukonian sodu jest stosowany w leczeniu:
- leiszmaniozy trzewnej (kala-azar, czarna febra, gorączka dum-dum)
- leiszmaniozy skórnej
- leiszmaniozy skórno-śluzówkowej

Antymonoglukonian sodu znajduje się na wzorcowej liście podstawowych leków Światowej Organizacji Zdrowia (WHO Model Lists of Essential Medicines) (2015).
Antymonoglukonian sodu nie jest dopuszczony do obrotu w Polsce (2018).

## Działania niepożądane
Antymonoglukonian sodu może powodować następujące działania niepożądane u 1–2% pacjentów: ból brzucha, nudności, wymioty oraz biegunka. Antymonoglukonian sodu wydłuża odstęp QT oraz może powodować odwrócenie lub spłaszczenie załamków T. Podczas dożylnego podawania leku może wystąpić przejściowy ból w przebiegu żyły i niekiedy zakrzepowe zapalenie tej żyły.